# Мокрушиха
Мокрушиха — река в России, протекает в Быстроистокском районе Алтайского края. Длина реки составляет 14 км.
Протекает в восточном направлении к югу от села Верх-Ануйского параллельно реке Озернухе. Устье реки находится в 21 км по левому берегу реки Камышинка западнее населённого пункта Южного (он же — Отделение 3-е совхоза «Алтай») на высоте 188 метров над уровнем моря.

## Данные водного реестра
По данным государственного водного реестра России относится к Верхнеобскому бассейновому округу, водохозяйственный участок реки — Обь от слияния рек Бия и Катунь до города Барнаул, без реки Алей, речной подбассейн реки — бассейны притоков (Верхней) Оби до впадения Томи. Речной бассейн реки — (Верхняя) Обь до впадения Иртыша.
Код водного объекта — 13010200312115100008764.